# 1599 a tudományban
Az 1599. év a tudományban és a technikában.

## Csillagászat
- január 31. Tycho Brahe egy holdfogyatkozás megfigyelése során észreveszi, hogy a Hold mozgására vonatkozó elmélete rossz, mert a fogyatkozás 24 perccel hamarabb kezdődött el.
- március 21. Tycho Brahe levelet küld Longomontanusnak a módosított elméletéről.
- június, Tycho Brahe munkát kap Csehországban.
- június 14. Tycho Brahe elhagyja Wittenberget Csehországért.
- július 22. Tycho Brahe megfigyel egy napfogyatkozást Prágából.

## Halálozások
- február 8. - Robert Rollock az Edinburgh-i Egyetem első igazgatója (* 1555).
- augusztus - Cornelis de Houtman holland felfedező (* 1565).
- november 7. - Gasparo Tagliacozzi, olasz sebész (* 1546